# Jamendo
Jamendo är en webbplats, ett webbsamhälle och ett koncept för spridning av fri musik (Creative Commons/Free Art License) – musik som laddats upp till Jamendos server av upphovsmän och artister och distribueras sedan genom fri nedladdning till lyssnare och användare under olika Creative Commons-licenser. I juni 2007 fanns över 3500 album uppladdade till Jamendo.
Webbplatsen var från början franskspråkig (start januari 2005), men idag kan man välja bland ett 10-tal språk, däribland svenska. Användningen bygger på medlemskap och genom medlemskapet och inloggningen kan man bygga spellistor och få tillgång till statistik, olika sorteringsfunktioner, information om artister och upphovsmän etc. 
Musiken som distribueras via Jamendo kan spridas och också användas fritt i andra produktioner utan andra avtal med upphovsrättsorganisationer eller skivbolag. Det här innebär att man förutom nedladdning och spridning genom peer-to-peer-nätverk som BitTorrent, eDonkey eller eMule även kan använda musiken i icke-kommersiella videofilmer (som sedan utan begränsning kan visas publikt och spridas via nätet) eller starta en icke-kommersiell radiostation på nätet baserad på musik från Jamendo.
Genom Jamendo får artister och upphovsmän uppmärksamhet och spridning av sin musik. De kan även få betalt för sin musik genom att vinsterna från webbplatsens reklamintäkter delas mellan Jamendo och artisterna.
Namnet är en så kallad portmanteau, en sammanslagning av två ord: jam och crescendo.